# Systaria
Genre
Synonymes
- Hebrithele Berland, 1938

Systaria est un genre d'araignées aranéomorphes de la famille des Miturgidae.

## Distribution
Les espèces de ce genre se rencontrent en Asie du Sud-Est, en Asie de l'Est, en Asie du Sud et en Mélanésie.

## Liste des espèces
Selon World Spider Catalog (version 24.5, 17/08/2023) :
- Systaria acuminata Dankittipakul & Singtripop, 2011
- Systaria bifida Dankittipakul & Singtripop, 2011
- Systaria bifidops Jäger, 2018
- Systaria bohorokensis Deeleman-Reinhold, 2001
- Systaria bregibec Jäger, 2018
- Systaria cervina (Simon, 1897)
- Systaria decidua Dankittipakul & Singtripop, 2011
- Systaria deelemanae Dankittipakul & Singtripop, 2011
- Systaria dentata Deeleman-Reinhold, 2001
- Systaria drassiformis Simon, 1897
- Systaria elberti (Strand, 1913)
- Systaria gedensis Simon, 1897
- Systaria hainanensis Zhang, Fu & Zhu, 2009
- Systaria insolita Dankittipakul & Singtripop, 2011
- Systaria insulana (Rainbow, 1902)
- Systaria lanna Dankittipakul & Singtripop, 2011
- Systaria lannops Jäger, 2018
- Systaria leoi (Barrion & Litsinger, 1995)
- Systaria longinqua Jäger, 2018
- Systaria luangprabang Jäger, 2018
- Systaria mengla (Song & Zhu, 1994)
- Systaria minhnguyeni Hoang, 2023
- Systaria panay Jäger, 2018
- Systaria princesa Jäger, 2018
- Systaria procera Jäger, 2018
- Systaria scapigera Dankittipakul & Singtripop, 2011

## Systématique et taxinomie
Ce genre a été décrit par Simon en 1897 dans les Clubionidae. Il est placé dans les Miturgidae par Ramírez et al. en 2014.
Hebrithele a été placé en synonymie par Deeleman-Reinhold en 2001.

## Publication originale
- Simon, 1897 : Histoire naturelle des araignées. Paris, vol. 2, p. 1-192 (texte intégral).